# Stazione di Milano Affori
La stazione di Milano Affori è una stazione ferroviaria posta sulla linea Milano–Asso, a servizio dell'omonimo quartiere milanese.
È gestita da Ferrovienord.

## Storia
La stazione è stata costruita con l'intento di garantire l'interscambio con la linea metropolitana M3 in particolare grazie alla presenza della fermata di Affori FN su quest'ultima.
Il nuovo impianto è stato posto a circa trecento metri a nord del precedente, sito in via Taccioli e risalente al 1879.
La stazione è stata aperta all'esercizio il 26 marzo 2011, contemporaneamente all'apertura del prolungamento della metropolitana.

## Strutture ed impianti

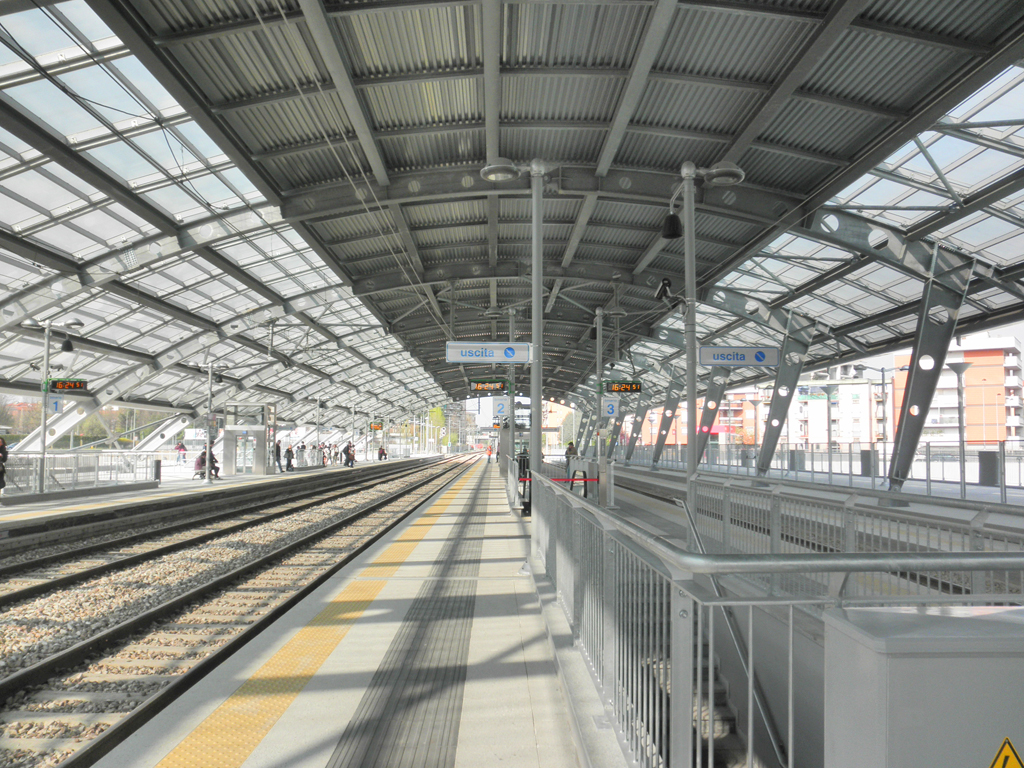
Interno

È dotata di tre binari a servizio dei viaggiatori posti sotto una copertura in vetro e acciaio.

## Movimento
L'impianto è servito dalle linee S2 e S4 del servizio ferroviario suburbano di Milano e dai treni regionali della relazione Milano Cadorna-Asso (R16).
Dal 10 giugno 2024, la stazione fu servita anche dalle corse della linea S12 (Melegnano - Milano - Cormano-Cusano), servizio che è stato sospeso da Trenord con il nuovo orario del 15 dicembre 2024, che ha visto la linea S12 nuovamente arretrata a Milano Bovisa, nonostante la costruzione del terzo binario fino a Cormano avesse come scopo l'aggiunta di nuove corse suburbane nella tratta più prossima a Milano.

## Interscambi
La stazione consente l'interscambio con la fermata Affori FN della linea M3 della metropolitana di Milano.
Nelle vicinanze della stazione effettuano fermata alcune linee urbane automobilistiche, gestite da ATM.
- Fermata metropolitana (Affori FN, linea M3)
- Fermata autobus